# 任楼街道
任楼街道，是中华人民共和国安徽省淮北市烈山区下辖的一个乡镇级行政单位。

## 行政区划
任楼街道下辖以下地区：
第一社区、第二社区和第三社区。